# Turmschiff

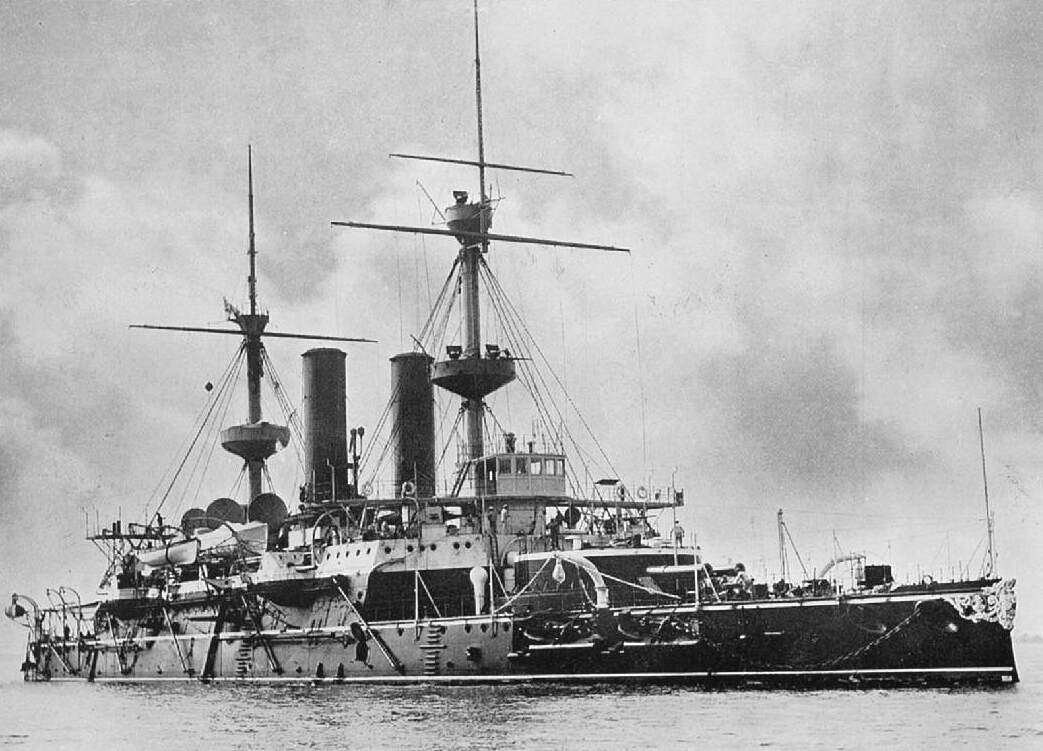
HMS Hood, das letzte Turmschiff

Ein Turmschiff war in der zweiten Hälfte des 19. Jahrhunderts ein gepanzertes Kriegsschiff, dessen Geschütze in einem oder mehreren drehbar gelagerten, zylindrischen Räumen, den Türmen, aufgestellt waren.

## Konstruktion des Turmes
Diese Türme, auch Drehtürme genannt, waren auf ihrer Oberseite und an der gesamten umlaufenden Seitenfläche gepanzert. Sie wurden daher auch als Panzertürme bezeichnet. Ihre Konstruktion unterschied sich noch deutlich von der des späteren Geschützturms. Sie waren wesentlich einfacher aufgebaut. Vor allem fehlte die Barbette, es gab noch keinen zylindrischen Schacht im Schiffskörper und keinen sich mitdrehenden Munitionsfördermechanismus. Die schweren Granaten mussten mühsam mit Kettenzügen durch Öffnungen im Turmboden aus den Munitionskammern hochgezogen und in die Lademulden gelegt werden.
Man unterscheidet bei den damaligen Türmen zwei verschiedene Systeme. Beim vom schwedischen Ingenieur John Ericsson entwickelten System lastete das gesamte Gewicht des Turms auf der zentralen Drehachse. Über einen solchen Turm verfügte z. B. die Monitor. Der vom britischen Captain Cowper Phipps Coles konstruierte Turmtyp, für den sich die Royal Navy entschied, verfügte über einen Lagerkranz am unteren Rand des Turms, was eine wesentlich bessere Gewichtsverteilung ergab. Neben einigen britischen Turmschiffen verfügten auch die dänische Rolf Krake (1862), das erste nach Coles’ System konstruierte Turmschiff überhaupt, die preußische Arminius (1864) und die von der peruanischen Marine bestellte eintürmige Huáscar (1865) über Panzertürme nach diesem System.
Um das Laden der Geschütze zu erleichtern, kehrten die britischen Konstrukteure vorübergehend zu Vorderladern zurück. Hierbei mussten die Kanonen nach dem Schuss wieder eingeschwenkt und mit ihren Mündungen in Öffnungen im Schiffsdeck abgesenkt werden, aus denen heraus die Granaten mit ihrem Boden voran mittels dampfbetriebener Kolben bis an das Ende des Geschützrohres geschoben wurden. Während dieses zeitraubenden Vorgangs konnte der Turm nicht bewegt werden und im Fall einer Störung, bei der das Wiederausfahren des Kolbens nicht mehr möglich war, war der gesamte Turm blockiert. Nach jedem Ladevorgang musste das Ziel erneut anvisiert werden, was das Einschießen auf ein Ziel, das sich zudem meist bewegte, stark erschwerte, während sich in der Feuergeschwindigkeit kein Nachteil gegenüber dem Hinterladerverfahren zeigte.

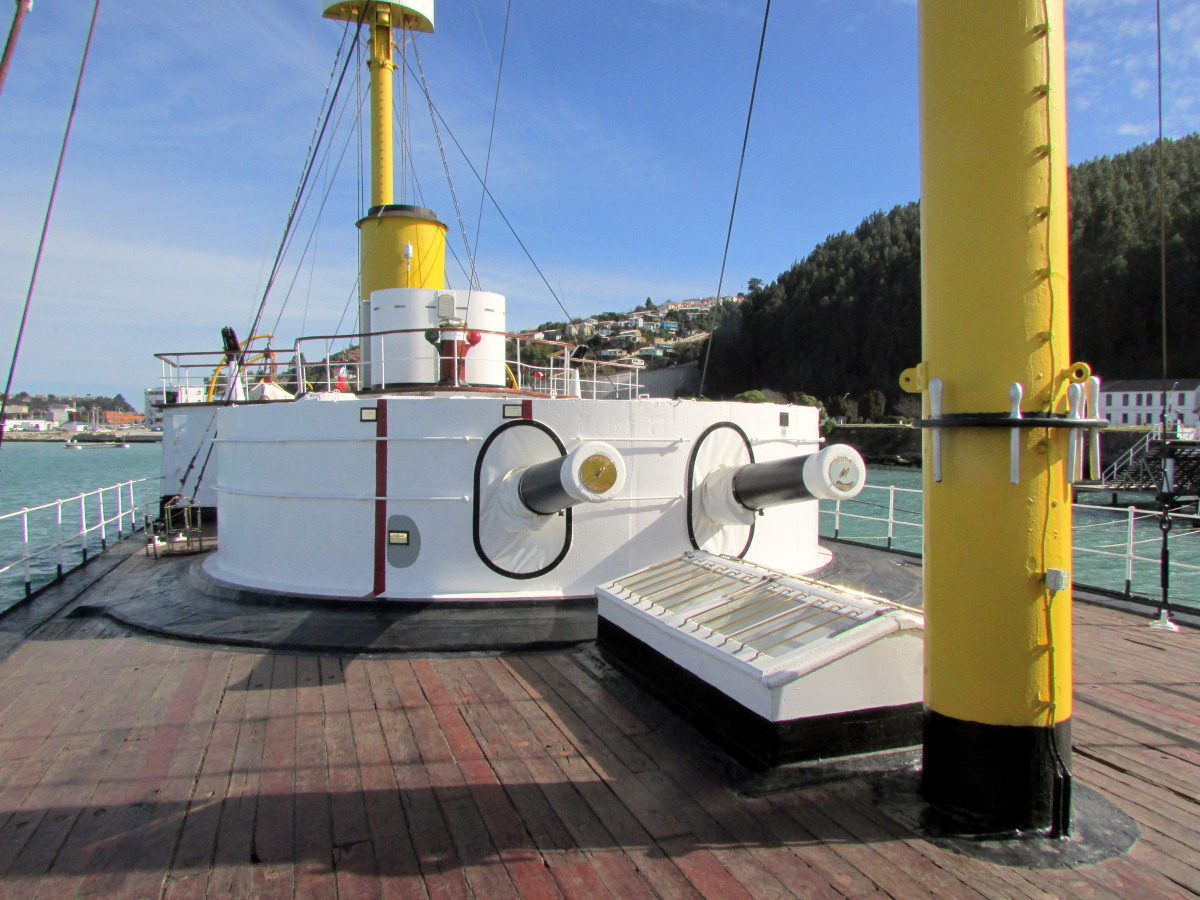
Coles-Turm auf dem Deck der Huáscar

Bedingt durch die starke Rauchentwicklung des bis ca. 1890 als Treibladung verwendeten Schwarzpulvers ergab sich durch die Verwendung von Vorderladern auch der Vorteil, dass weniger Rauch in den Innenraum der Panzertürme gelangen konnte. Bei Hinterladern drang ein beträchtlicher Teil des Rauchs in den Turm, was eine aufwändigere Ventilation notwendig machte. Allerdings war der Einsatz von Panzertürmen nicht der einzige Grund für die Royal Navy, Vorderlader zu verwenden. Besonders bei großkalibrigen Geschützen erwies es sich lange auch als schwierig, für Hinterlader zuverlässige Verschlüsse zu konstruieren.
Der einzige bis heute erhaltene Coles-Turm befindet sich auf der Huáscar, die in Chile im Hafen von Talcahuano als Museumsschiff besichtigt werden kann. Die Drehung dieses Turms wurde anfänglich mit Menschenkraft durch ein unter Deck angebrachtes manuelles Drehkreuz bewerkstelligt, das von 16 Mann zu bedienen war. Es wurde in den 1880er Jahren durch einen Maschinenantrieb ersetzt, ist aber heute wieder in der Originalbauweise zu sehen.

## Einfluss auf den Schiffbau
Da die Geschütze bei dieser Bauweise nicht mehr am Rand des Schiffsdecks standen, sondern in dessen Mitte, stellten das Stehende und Laufende Gut des Schiffes Hindernisse dar, die den Geschützen einen Großteil ihres Schussfeldes nahmen. Dem versuchte man abzuhelfen, indem über den Türmen ein zusätzliches Deck verlief, von dem aus die Segeltakelage bedient werden konnte. Dies erhöhte, in Verbindung mit den schweren Türmen, den Schwerpunkt der Schiffe und machte sie instabil. Die gefährlichen Mängel dieser Konstruktion offenbarten sich bei der HMS Captain, die in einem nur mittelschweren Sturm kenterte und sank.
Eine wesentliche Verbesserung der Konstruktion konnte durch den Verzicht auf die Segeltakelung erzielt werden. Man baute ausschließlich mit Dampf betriebene Schiffe, in deren Mitte sich ein Aufbau mit den Schornsteinen und ein oder zwei Masten befand, die lediglich noch Beobachtungsplattformen trugen. Die Türme rückten an die Enden dieses Aufbaus und hatten von dort freies Schussfeld, insbesondere auch nach vorn und achtern.
Die Schiffe dieser Bauart hatten äußerlich schon große Ähnlichkeit mit den späteren Einheitslinienschiffen, unterschieden sich aber in der Gesamtkonstruktion noch ganz erheblich. Da wegen der fehlenden Barbetten dem Gewicht der Türme kein ausreichendes Äquivalent entgegenwirkte, mussten diese möglichst tief eingebaut werden, damit die Schiffe nicht topplastig wurden. Das erforderte einen sehr flachen Schiffskörper mit entsprechend wenig Freibord. Abgesehen von der geringen Feuerhöhe der Geschütze war auch das Seegangsverhalten wenig zufriedenstellend. Diese Schiffe wurden deshalb ab etwa 1890 nur noch in Küstengewässern (z. B. zur Bewachung von Hafenanlagen oder Flussmündungen) eingesetzt.